# Naga Hills
Los Naga Hills son un macizo montañoso al sudeste del Himalaya que hacen de frontera natural entre el noroeste de Birmania y el este de India. La frontera pasa de tal manera que una pequeña parte de este macizo se encuentra en Birmania. Las montañas culminan a 3827 m de altitud en el monte Saramati. La región está poblada por los naga.

## Situación
Los Naga Hills forman parte de la cadena de montañas formada por seis grupos de picos cónicos, de pendientes raides y de valles profundos. Esta cadena está constituida, del norte al sur, por la meseta tibetana, en su parte india del Patkai en el Arunachal Pradesh, de los Naga Hills en Nagaland, de los Chin Hills, de los Lushaï Hills de Mizoram y finalmente, la más al sur, la cadena del Arakan. El Purvachal forma un arco cuya curvatura está orientada hacia el noroeste, y los Garo-Khasi-Jaintia del Meghalaya forman la parte más recta.